# Dimerli
Die  (das, der) Dimerli, auch Demerli oder Dimerla, war ein Getreidemaß in der Walachei und entsprach mit 16 Occa dem Scheffel.
Die Maßkette war
- 1 Kilo = 2 Mirzen = 16 Dimerli = 256 Okken
- 1 Dimerli = 1240 ⅓ Pariser Kubikzoll (1240,1376 Pariser Kubikzoll) = 24 4/5 Liter[1]
- 1 Dimerli = 24,6 Liter
- 1 Eimer (walachischer) Viadra/Wiadra  = ⅝ Dimerli = 14,15 Liter